# Mare Smythii

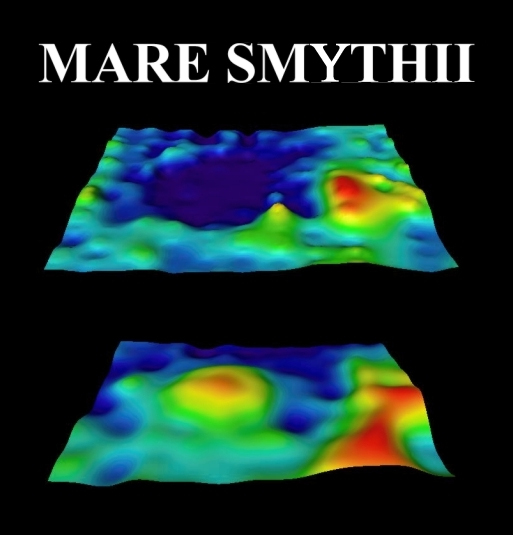
Una rappresentazione grafica dell'andamento topografico del mare Smythii (in alto) e del campo gravitazionale locale (in basso), che indica la presenza in profondità di materiale particolarmente denso al centro della regione.

Il mare Smythii (mare di Smyth) è un mare situato nei pressi dell'equatore della Luna, sull'emisfero del satellite sempre rivolto verso la Terra, nella sua parte più prossima al bordo orientale del disco.

## Etimologia
Il mare Smythii è stato così battezzato nel 1935, in onore dell'astronomo britannico William Henry Smyth. Il nome è stato ufficializzato dall'Unione astronomica internazionale.

## Geologia
Il bacino in cui il mare è collocato risale all'era geologica del Pre-Nettariano, mentre le strutture circostanti risalgono al Nettariano. Il materiale che compone il fondo del mare consiste di basalto particolarmente poco riflettente, e risale all'Eratosteniano (nella sua parte superficiale) e all'Imbriano superiore (appena più in profondità).

## Dintorni
Poco a nord del mare è situato il cratere Neper, parte del confine occidentale del mare Marginis.
A nordovest del mare, nelle sue immediate adiacenze, sono visibili i crateri Schubert e Schubert B.
Il cratere particolarmente scuro visibile all'estremità meridionale del mare Smythii, ricoperto da materiale proveniente dallo stesso mare, è noto come cratere Kästner.